# Лангенхаген
Лангенхаген (нем. Langenhagen) — город в Германии, в земле Нижняя Саксония.
Входит в состав района Ганновер. Население составляет 52 583 человека (на 31 декабря 2010 года). Занимает площадь 71,99 км². Официальный код — 03 2 41 010.
Город подразделяется на 6 городских районов.

## История

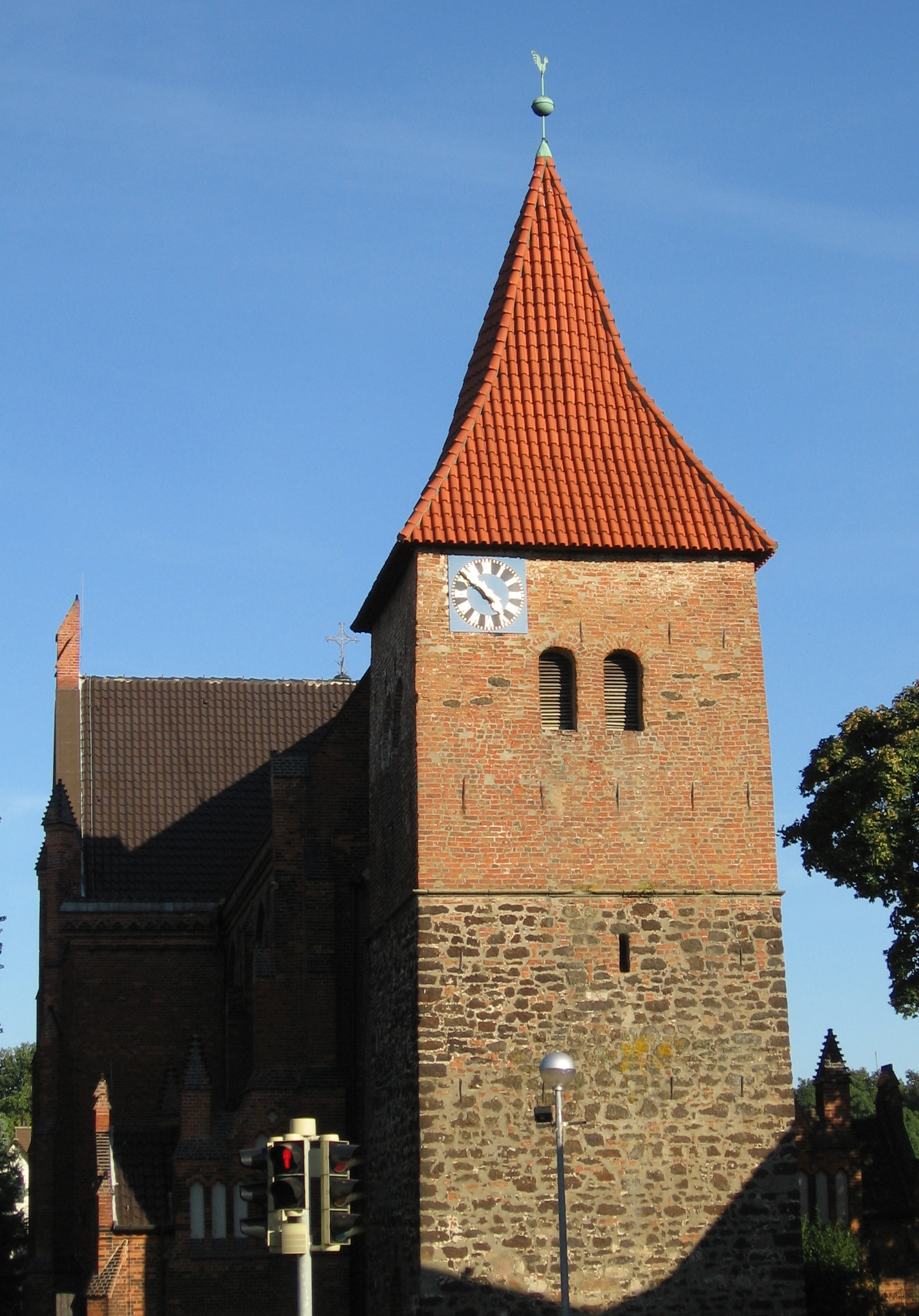
Лангенхаген. Церковь Елизаветы

Первое документальное упоминание о Лангенхагене датируется под названием Нинхаген (нем. Nienhagen) 15-го февраля 1312 года.
В 1862 году в городе была основана психиатрическая лечебница для слабоумных, где с 1866 по 1868 года работал лауреат Нобелевской премии Роберт Кох. Сегодня о нём напоминают названия улицы и школы в Лангенхагене.
Самым знаменитым клиентом клиники был серийный убийца Фриц Харман.
В начале XX века Лангенхаген превратился в важный транспортный узел в экономическом значении. Были построены железнодорожный вокзал и пристань на Среднегерманском канале.
В конце Второй мировой войны Лангенхаген был почти полностью разрушен бомбардировками.
В городе находится Зильбер Зее (нем. Silbersee, буквально - серебряное озеро), которое возникло при строительстве федерального автобана A2 (нем. Bundesautobahn 2, сокращённо ВАВ № 2). Название озеру, по одной из версий, дано лётчиками Люфтваффе, которые ориентировались по нему при полётах на Берлин.

## Население
| Год  | Население |
| ---- | --------- |
| 1990 | 46 840    |
| 1995 | 48 500    |
| 2000 | 49 334    |
| 2005 | 50 516    |
| 2010 | 52 583    |
| 2011 | 53 003    |

## Города-побратимы
- Ле-Тре, Франция
- Саутуарк, Англия, Великобритания
- Ново-Место, Словения
- Штадль-Паура, Австрия
- Родевиш, Саксония, Германия
- Глогув, Польша
- Жоинвили, Бразилия
- Биелина, Босния и Герцеговина

## Другое
В Лангенхагене расположен международный аэропорт Ганновер-Лангенхаген (HAJ).

## Иллюстрации

Историческая аллея в муниципальном парке.
Аэропорт Лангенхаген.
Аэропорт. Вышка диспетчерского центра.
Одна из улиц Лангенхагена.
Коммерческий центр.
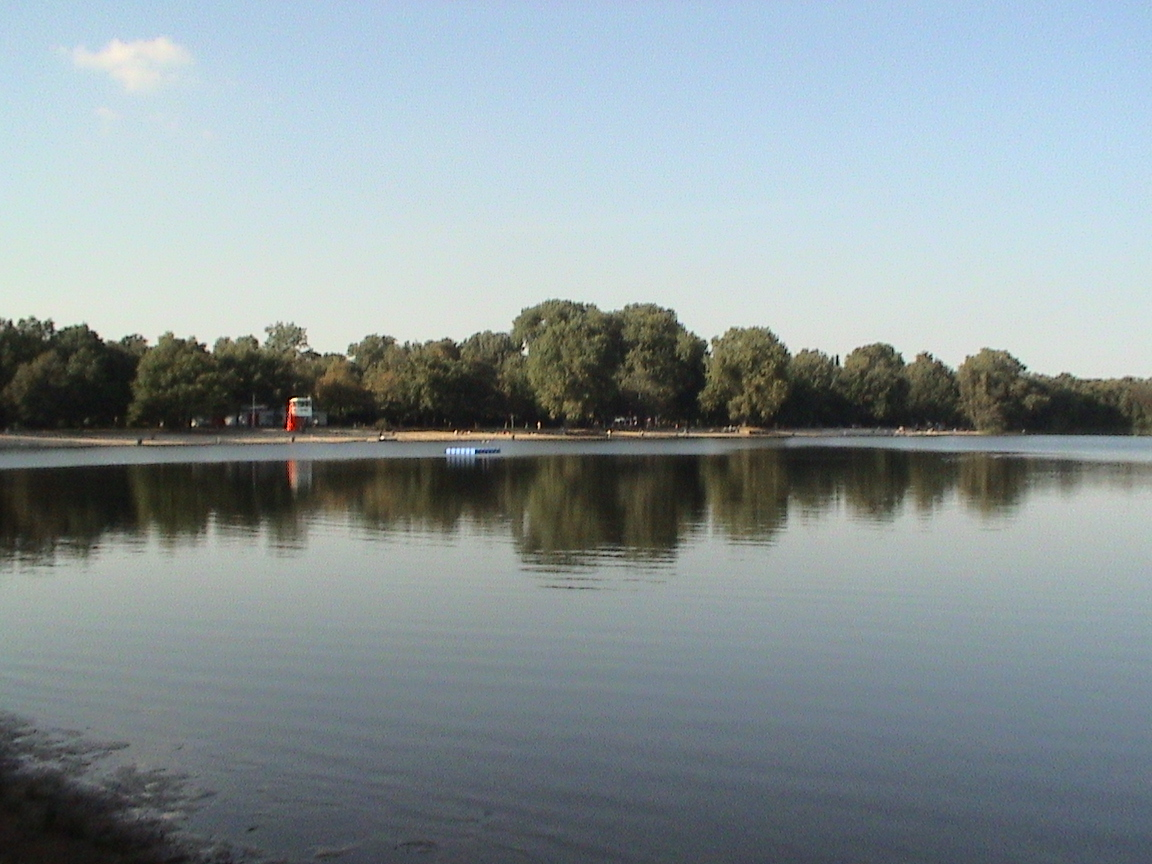
Озеро Зильберзее.
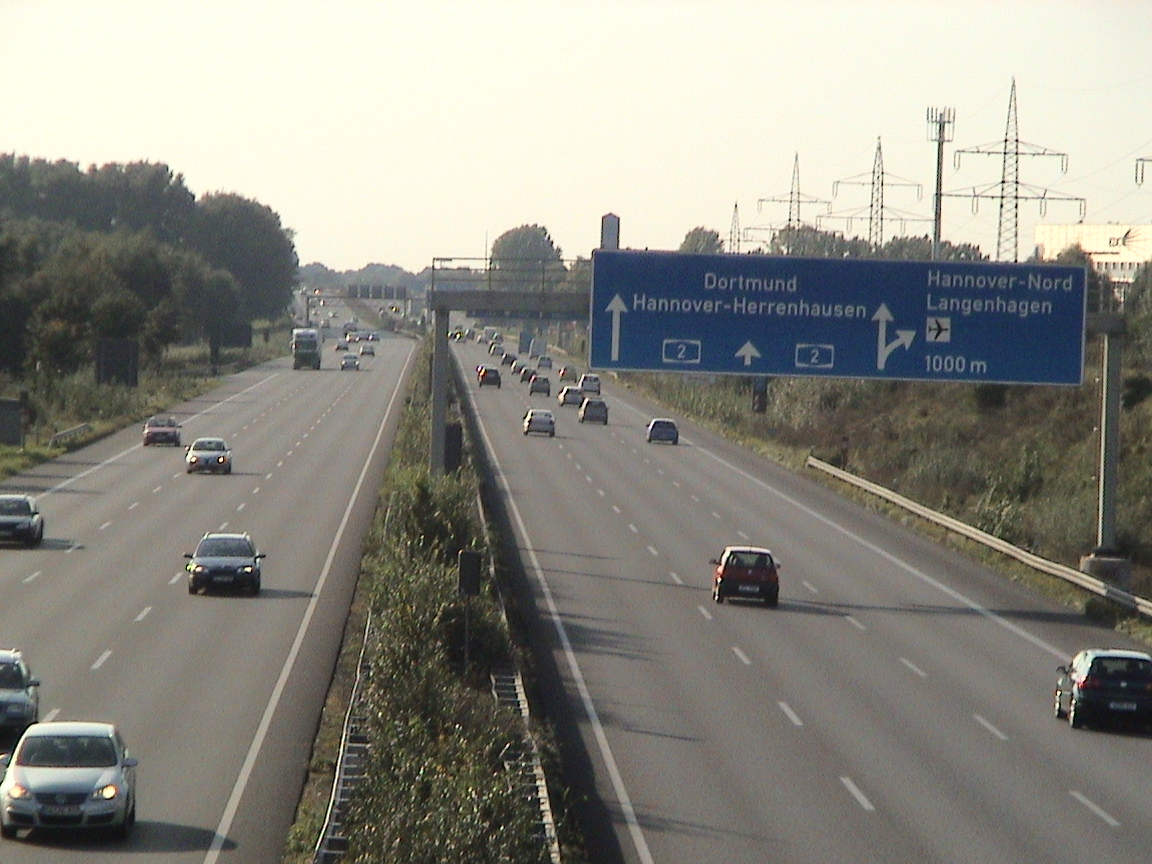
Автобан № 2 в районе озера Зилберзее.
Ратхауз (Мэрия).